# Paul Bony
Pour les articles homonymes, voir Bony (homonymie).
Paul Bony, connu aussi sous le pseudonyme Paul Dorlay, né le 23 septembre 1924 à La Grand-Croix (Loire), est un prêtre français sulpicien, théologien, professeur d’exégèse et parolier de chants religieux. 
Il est spécialiste de saint Paul, il a contribué au travail inter-religieux à Marseille et est engagé dans l’accompagnement pastoral d’Action Catholique en Monde Ouvrier et d’équipes pastorales.

## Biographie
Paul Bony est l’aîné d’une famille chrétienne de sept enfants. Ses parents, Georges Bony et Julitte Blanchard épouse Bony, sont agriculteurs et ouvriers. Sa mère tient ensuite un café près du stade de football de Lorette. Issu d’une famille ouvrière, il garde tout au long de son ministère une sensibilité pour les pauvres et les exclus de la société, qui se concrétise en particulier par les liens forts qu’il entretient avec les mouvements de l’action catholique (il accompagne des équipes d’ACO, Action Catholique Ouvrière), la Mission Ouvrière et les Équipes de Formation en Monde Ouvrier (destinées aux jeunes du monde ouvrier en formation presbytérale).
Après l’école primaire de Lorette, il rejoint l’institut Victor de Laprade, le petit séminaire de Montbrison. Il continue sa formation au séminaire Saint-Irénée de Lyon, non loin de la Basilique de Fourvière. Il est ordonné prêtre en 1948 à la cathédrale Saint-Jean par le cardinal Pierre-Marie Gerlier. Il entre l’année suivante dans la Compagnie des prêtres de Saint-Sulpice et est envoyé en 1949 préparer, à l’Institut catholique de Paris, une maitrise en théologie, qu’il obtient en 1951. Il poursuit ses études à l’Institut biblique pontifical de Rome, puis à l’école biblique et archéologique française de Jérusalem pour préparer une licence en exégèse biblique qu’il obtient en 1956.
Il est professeur d’Écritures Saintes dans plusieurs séminaires et occupe à la suite de ses diverses nominations la responsabilité de supérieur de séminaire :
- Séminaire Saint-Sulpice à Issy-les-Moulineaux (1950 à 1951 Professeur d’apologétique)
- Orléans (1951 à1952 Professeur d’apologétique)
- Aix-en-Provence (1952 à 1954 Professeur de théologie)
- Rodez (1956 à 1965 Professeur d’exégèse)
- Toulouse (1965 à 1966 Professeur d’exégèse)
- Rodez (supérieur du séminaire de 1966 à 1967)
- Reims (supérieur du séminaire de 1967 à 1969)
- Séminaire Saint-Irénée de Lyon (supérieur du séminaire et professeur d’exégèse de 1969 à 1977)
- Séminaire des Carmes à Paris (supérieur du séminaire de 1977 à 1983)
- Séminaire inter-diocésain de Marseille et Avignon (1983 à 1990 Professeur d’exégèse).

Après guerre, il s’inscrit dans le courant du renouveau liturgique issu du Grand Séminaire Saint-Irénée de Lyon, où paraît, en 1951, le recueil de chants en français intitulé Les deux tables. Sous le nom Paul Dorlay, il écrit, sur la mélodie d'un cantique breton, les paroles de « La nuit qu’il fut livré » qui a reçu diverses interprétations et orchestrations. En 2013 le chant est reprise par « l’Ensemble Vocal l’Alliance », un CD est édité au titre « Les plus célèbres chants d’Église, Vol. 4 ». Le pseudo « Dorlay » rappelle la rivière qui coule près de la maison de son enfance à Lorette.
Paul Bony a été professeur invité aux séminaires Saint-Luc (N'Djaména - Tchad) et Saint-Gall (Ouidah - Bénin).
À Marseille, il lance l’idée de la création d’un Institut des sciences et théologie des religions (ISTR) sur les questions posées à la foi chrétienne par la pluralité des religions et les expériences du dialogue inter-religieux. En octobre 1992 est créé l’ISTR de Marseille. On lui doit le titre de la revue semestrielle de cet institut, fondée dès 1993, Chemins de dialogue dans laquelle il publie plusieurs articles.

## Pensée
La foi chrétienne ne peut se dire en retrait et à l’écart du pluralisme religieux qui caractérise notre société. Pour être « nouvelle figure d’humanité », l’Église est donc conviée à vivre, toujours désinstallée, l’ouverture à tous (par-delà les religions et le religieux) et la relation aux pauvres. Dans l’ouverture à tous, elle apprend l’interdépendance des composantes de l’humanité dans l’histoire de la Révélation dont elle confesse que le Christ est le médiateur et la plénitude ; dans la relation aux pauvre, elle apprend que le critère premier pour découvrir la trace de Dieu dans l’humanité est de reconnaître dans les pauvres ceux que Dieu, en premier, a choisis et de se conformer elle-même au choix de Dieu. L’Église a rendez-vous avec le Dieu des pauvres et pas seulement avec le Dieu de la religion, qui pourrait être un faux-dieu. Même si l’Église n’est pas composée que de pauvres, elle ne peut pas être sans les pauvres.

## Œuvres[6]

### Ouvrages
- Saint Paul, collection Tout simplement, no 17, Paris, Les Éditions de L’Atelier 1996 (nouvelle Édition  en 2008) [7]
- San Pablo. El Evangelio Sin Ley , Ediciones Mensajero, Bilbao, 2000
- La résurrection de Jésus, collection Tout simplement, no 26, Paris, Les Éditions de L’Atelier 2000
- La risurrezione di Gesu. Inizio di una nuova umanita, San Paolo, Milan, 2002
- L’Église et les pauvres, collection Tout simplement, no 30, Paris, Les Éditions de L’Atelier 2001
- La première épitre de Pierre : chrétiens en diaspora, collection lire la Bible, no 137, Paris Éditions du Cerf 2004
- Un juif s’explique sur l’Évangile : la lettre de Paul aux Romains, collection Chemins de dialogue, Marseille et Desclée De Brouwer 2012 [8]

### Ouvrages en collaboration
- « L’Épitre aux Éphésiens », dans : sous la direction de Jean Delorme : Le ministère et les ministères selon le Nouveau Testament, Édition du Seuil, Pris, 1974, p. 74-92
- « Ministères, mariage et célibat », ibidem, p. 495-505
- « Au cœur de la diaspora chrétienne : les esclaves (Première Épitre de Pierre) » dans : sous la direction de Claude Royon et Roger Philibert, Les pauvres, un défi pour l’Église, Les Éditions de l’Atelier, avec la collaboration de Profac, Paris 1994, p. 165-178
- « Une relecture du dossier biblique : Élection des pauvres et peuple de Dieu », Ibid., p. 179-209
- « Vie de Paul de Tarse », dans : M. Quesnel et Ph. Gruson, La Bible et sa culture, Jésus et le Nouveau Testament, Desclée de Brouwer, Paris, 2000, p. 181-193
- « Une période de recherche biblique et patristique », dans : Cinquantième anniversaire de la publication à Lyon du recueil de chants liturgiques : Les Deux Tables, Actes du colloque, Lyon, Institut de Musique Sacrée de Lyon, 2002 p. 9-10
- « La grotte et le rocher dans la symbolique biblique », dans : Jean-Marc Aveline, Paul Bony, Françoise Durand, Michael Fitzgerald, Jean-Marie Glé, Gilbert Jouberjean, Bernard Maitte, Roger Michel, Christian Salenson, La grotte et le rocher dans les religions, ISTR Chemins de Dialogue, Marseille, 2004, p. 59-88

## Ouvrage d'hommage
- Au Carrefour des Écritures, hommage amical à Paul Bony, études réunies par Jean-Marc Aveline[9] et Christian Salenson, avec les contributions de l’archevêque de Strasbourg Joseph Doré, Maurice Pivot, Maurice Vidal, Bruno Feillet, Jean-Pierre Lémonon, Michel Trimaille, Jean Landier, Françoise Durand, Dan Jaffé, Joseph-Marie Ndi Okalia, Jean-Marie Glé, Publications Chemins de dialogue 2004[10],[6]

### Articles
- « L’Évangile de Marc », Équipes enseignantes, Paris, 1967-1968, no 1
- « La Passion selon saint Marc », Équipes enseignantes, Paris, 1967-1968, no 2
- « La mort et la résurrection du Christ », Équipes enseignantes, Paris, 1967-1968, no 3, Paris 1968, p. 34-45
- « La Parole de Dieu dans l’Écriture et dans l’événement », La Maison-Dieu, no 99, 1969, p. 94-123
- « La liberté spirituelle selon Saint-Paul », Bulletin de Saint Sulpice, no 3, 1977, p. 223-238
- « La formation pastorale dans les séminaires », Études, T. 350, 1979, p. 557-570
- « Les disciplines en situation d’envoyés (Lc 10) », Bulletin de Saint Sulpice, no 8, 1982, p. 130-151
- « Notre résurrection selon Saint-Paul », Garrigue, no 14, avril 1986, p. 16-20
- « Suivre Jésus », dans : Masse Ouvrières, no 417, 1988, p. 77-90
- « À l’origine de l’I.S.T.R. de Marseille », Chemins de Dialogue, no 1, Marseille, 1993, p. 13-18
- « Saint-Paul et la patience des cheminements », Prêtres Diocésains, 1995, p. 387-399
- « Les prophètes d’Israël, instance critique du religieux », Chemins de Dialogue, no 5, Marseille, 1995, p. 63-87
- « Prophétie et dissentiment », Lumière et Vie, no 229, 1996, p. 7-25
- « L’urgence de la mission chez Saint-Paul », Chemins de Dialogue, no 10, Marseille, 1997, p. 129-144
- « Saint-Paul et la catéchèse », Lumen Vitae, no 3, 1997, p. 245-258
- « Serviteurs et services dans le Nouveau Testament », Prêtres Diocésains, 1998, p. 382-390
- « Le récit du baptême de Jésus », Garrigues, no 72, 2000, p. 14-18
- « Le Jubilé biblique : histoire et sens », Éditions du Cerf collection Esprit et Vie[11], no 5, mars 2000, p. 18-24
- « Lecture cursive de la Première Épitre de Pierre », Éditions du Cerf collection Esprit et Vie, 2001, 30, p. 14-18 31, p. 16-21 ; 32, p. 15-21 ; 33, p ; 19-24 ; 34, p. 18-22 ; 35, p. 25-29 ; 36, p. 17-23 ; 37, p. 11-15.
- « Paul ou la folie de Dieu », Biblia, no 4, 2001
- « Aime et fais ce que tu veux ! », Biblia, no 9 2002
- « Une lecture de l’Épitre aux Romains : L’Évangile, Israël et les Nations », Éditions du Cerf collection Esprit et Vie[11], 2002-2003 : 66, p. 13-18 ; 67, p. 15-19 ; 68, p. 18-23 ; 69, p. 14-22 ; 70, p. 10-18 ; 71. p. 14-21 ; 72, p. 33-41 ; 73, p. 14-23 ; 74, p. 20-29 ; 75, p. 10-15 ; 76, p. 13-20 ; 77, p. 17-25 ; 78, p. 14-20 ; 79, p. 17-23 ; 80, p. 10-19 ; 81, p. 14-19 ; 82, p. 15-18
- « L’expérience de la résurrection chez Saint-Paul », Garrigues, juillet-septembre 2002, p. 18-21.
- « Le Christ Jésus, notre paix », Chemins de Dialogue, no 22, Marseille, 2003, p. 135-150.
- « Approche biblique : Paul et la souffrance œcuménique », Unité chrétienne, no 150, Lyon, 2003, p. 17-20
- « Un nouvel exode : sortir de l’arrogance. À la lumière de Romains 9-11 », Spiritus, no 173, décembre 2003, p. 449-458.
- « Jusqu’à ce qu’il vienne », Mission de l’Église, no 144, « Appelés à célébrer », 2004, p. 49-53.
- « Le Christ, frère des hommes (Épître aux Hébreux) », Spiritus, no 176 septembre 2004, p. 371-380.

### Recensions
- Jean-François Lefebvre, Un mémorial de la création et de la rédemption, Le Jubilé biblique en LV 25, Connaître la Bible, 23, Lumen Vitae, Bruxelles 2001, dans : Éditions du Cerf collection Esprit et Vie[11], no 55, 2002, p. 24-25w
- François Mies (édition), Bible et droit. L’esprit des lois, Bruxelles, Presses universitaires de Namur et Éditions Lessius, 2001, dans : Éditions du Cerf collection Esprit et Vie[11], no 58, 2002, p. 9-12.
- Claude Tassin, Saint-Paul, homme de prière, Paris, Éditions de l’Atelier, 2003, dans : Esprit et Vie, no 94, 2003, p. 22-23
- Alan Segal, Paul le converti. Apôtre ou apostat, Paris, Bayard 2003, dans : Éditions du Cerf, collection Esprit et Vie[11], no 107, 2004, p. 17-23